# Леннештадт
Леннештадт (нем. Lennestadt) — город в Германии, в земле Северный Рейн-Вестфалия.
Подчинён административному округу Арнсберг. Входит в состав района Ольпе. Население составляет 27 155 человек (на 31 декабря 2010 года). Занимает площадь 135,06 км². Официальный код — 05 9 66 020.
Город подразделяется на 48 городских районов.
| Год  | Население |
| ---- | --------- |
| 1995 | 27 452    |
| 2000 | 28 013    |
| 2005 | 27 953    |
| 2010 | 27 238    |

## Фотографии

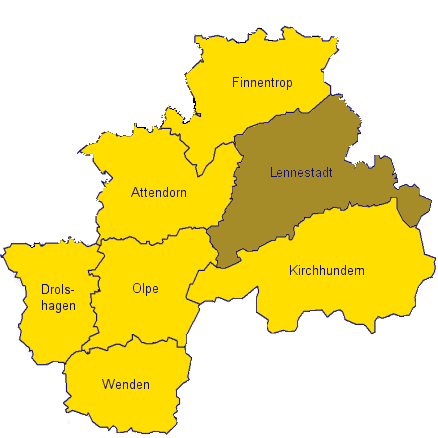
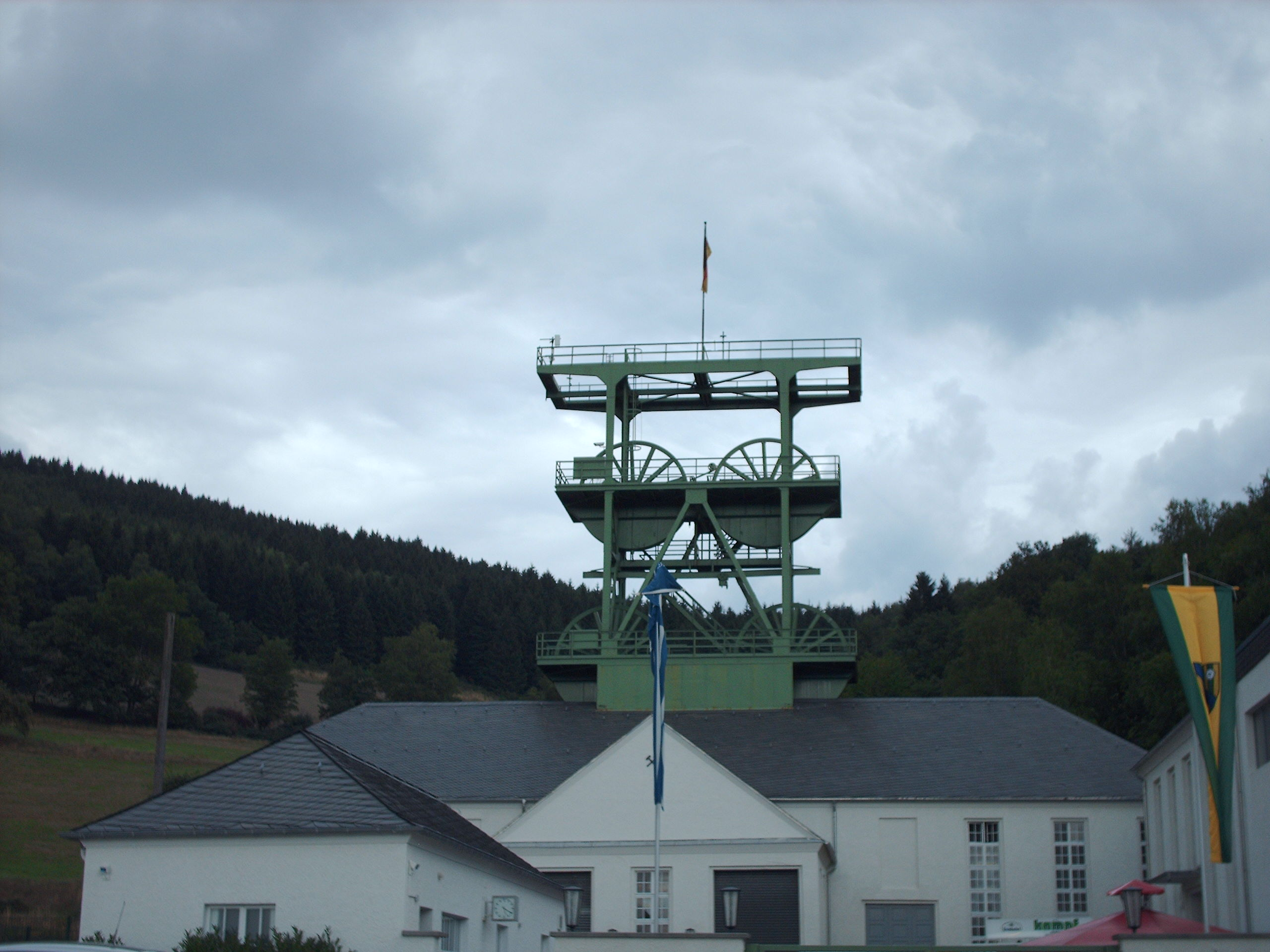